# Les Diables (film, 1971)
Pour les articles homonymes, voir Les Diables.
Pour plus de détails, voir Fiche technique et Distribution.
Les Diables (The Devils) est un film britannique réalisé par Ken Russell, sorti en 1971, qui s'inspire librement de l'affaire des démons de Loudun.

## Résumé
Le film traite du phénomène des possessions et de leurs implications sexuelles par ailleurs analysées par Michel de Certeau dans son ouvrage La possession de Loudun

## Fiche technique
- Titre : Les Diables
- Titre original : The Devils
- Réalisation : Ken Russell
- Scénario : Ken Russell, d'après la pièce Les Diables de John Whiting et le livre Les Diables de Loudun d'Aldous Huxley
- Producteurs : Robert H. Solo & Ken Russell
- Société de production : Warner Bros. Pictures
- Photographie : David Watkin
- Cadreur : Ronnie Taylor
- Musique : Peter Maxwell Davies
- Montage : Michael Bradsell
- Chef décorateur : Derek Jarman
- Pays d'origine : Grande-Bretagne
- Langue : anglais
- Durée : 117 minutes (version restaurée)

Film interdit aux moins de 16 ans en France.

## Distribution
- Vanessa Redgrave (VF : Régine Blaess) : Sœur Jeanne
- Oliver Reed (VF : René Arrieu) : Urbain Grandier
- Dudley Sutton (VF : William Sabatier) : Baron de Laubardemont
- Max Adrian : Ibert
- Gemma Jones (VF : Brigitte Morisan) : Madeleine
- Murray Melvin (VF : Daniel Brémont) : Mignon
- Michael Gothard (VF : Pierre Hatet) : Père Barre
- Georgina Hale (VF : Béatrice Delfe) : Philippe
- Brian Murphy : Adam
- Christopher Logue : Cardinal Richelieu
- Graham Armitage : Louis XIII
- John Woodvine (en) : Trincant
- Andrew Faulds : Rangier
- Kenneth Colley : Legrand
- Judith Paris : Sœur Judith
- Catherine Willmer : Sœur Catherine
- Iza Teller : Sœur Iza

## Autour du film
C'est un film contre l'intolérance religieuse et les préjugés sur la sexualité,.

## Sélection
- Mostra de Venise 1971 : Prix du meilleur film étranger remis par le Syndicat des critiques de cinéma italien[4]